# 杉山恭子
杉山 恭子（すぎやま きょうこ、1984年6月12日 - ）は神奈川県出身の元モデル、タレント。かつてStudio A.L.Cに所属していた。現在は全日空の客室乗務員である。

## 来歴
2008年度ミス・インターナショナル日本代表。世界大会では、Top12入りを果たした。
函嶺白百合学園高等学校在学中に、小田原ライオンズクラブ イングリッシュ・スピーチ・コンテストで優勝するなど、才色兼備のタレントである。モデル活動の場合、「KYOCO（キョーコ）」名義の芸名を使うこともある。
趣味はお菓子作り。2010年5月には柳月とのコラボレーションによるスイーツ「美you10（ビューテン）」を発表。テレビ北海道の情報番組『遊びなDJサタデー』でも取り上げられ話題となった。

## PV
- LGYankees「Dear Mama feat.小田和正」

## テレビ
- フジテレビ系「めざましテレビ」
- フジテレビ系「クイズ!ヘキサゴンII」
- 朝日放送「クイズ!紳助くん」（2009年）
- BS11「サプリのチカラ」（2009年7月 - 9月）
- テレビ北海道「遊びなDJサタデー」（2010年）

## ラジオ
- NHKラジオ第1放送「世の中面白研究所」（2008年）

## 著書
- Kyoco流 美人道（2008年8月30日、PHP研究所）